# 하 황 하이옌
하 황 하이옌(Ha Hwang Haiyen) 한국명 하지은(베트남어: Hà Hoàng Hải Yên / 河黃海燕하 황 해연 , 1986년 6월 12일~)은 베트남 출신의 대한민국 배우이다. 2005년에 대한민국에 입국하여, 이후 가족들과 함께 대한민국에 귀화하였다. 미녀들의 수다에서 2번째 베트남 패널로 데뷔하였으며 각종 드라마에 출연하면서 연기력을 쌓았다. 2008년 다국적 여성 4인조 그룹 미소로 활동한 경력이 있다. 2010년에 하이옌은 한양여자대학교 경영학과에 합격하여 같은 해 3월에 입학했다. 2011년 12월, 베트남인 남성과 결혼하였다.

## 출연 작품

### 드라마
- 2006년 KBS2 〈꽃 찾으러 왔단다〉 - 란 아잉 역
- 2007년~2012년 KBS1 〈산너머 남촌에는〉 - 하이옌 역
- 2008년 KBS 〈드라마시티 - 바람이 분다〉 - 마이 역
- 2009년 SBS 〈사랑은 아무나 하나〉 - 얀티 역
- 2010년 EBS 〈마주보며 웃어〉 - 후엔 역

### 예능
- 2006년 KBS2 〈미녀들의 수다〉
- 2007년 MBC 드라마넷 〈슈퍼스타 공작소〉

## 음악 활동
| 앨범 번호 | 앨범 정보                                                         | 트랙 리스트                                                     |
| --------- | ----------------------------------------------------------------- | --------------------------------------------------------------- |
| 1         | 《M.I.S.O. The 1ST MINI ALBUM [美笑]》 - 발매일: 2008년 11월 15일 | 1. 말해 말해 2. One Step 3. 난... 4. 美笑 5. Maybe 6. 님과 함께 |

## 홍보대사
- 2008년 환경보호운동본부 베트남 홍보대사